# Dominospecht
Der Dominospecht (Meiglyptes jugularis) auch Dommelspecht ist eine Vogelart aus der Familie der Spechte (Picidae). Dieser kleine Specht ist über große Teile des kontinentalen Südostasiens verbreitet. Die Art bewohnt vor allem offenere Bereiche des tropischen Regenwaldes wie Waldkanten und Lichtungen sowie Bambusbestände. Über die Lebensweise des Dominospechts ist bisher nur wenig bekannt, die Tiere suchen ihre aus Ameisen und anderen Insekten bestehende Nahrung wie die anderen Vertreter der Gattung Meiglyptes an Zweigen und den äußeren Enden von Ästen. Der Bestand ist offenbar stabil, der Dominospecht wird von der IUCN daher als nicht gefährdet (least concern) eingestuft.

## Beschreibung
Dominospechte sind kleine Spechte mit relativ kleinem Kopf, ausgeprägter Haube und einem kurzen Schwanz. Der recht lange Schnabel ist am First stark nach unten gebogen, punktförmig zugespitzt und an der Basis recht schmal. Die Körperlänge beträgt etwa 22 cm, das Gewicht 50–57 g. Die Art ist damit etwa so groß wie ein Mittelspecht, aber deutlich leichter. Sie zeigt hinsichtlich der Färbung einen geringen Geschlechtsdimorphismus.
Diese Spechte sind insgesamt kontrastreich schwarz und weißlich gezeichnet. Beim Männchen ist der Bürzel weiß oder schmutzig weiß, die übrige Oberseite des Rumpfes einschließlich der Oberschwanzdecken und der inneren Schulterfedern sowie die Steuerfedern sind schwarz. Auf dem oberen Rücken finden sich gelegentlich einige helle Binden. Die äußeren Schulterfedern sind überwiegend weiß bis hell beige-cremefarben. Die Oberflügel sind überwiegend schwarz; die Oberflügeldecken zeigen cremefarbene Spitzen und die Schwingen schmale weiße bis beige Binden, die auf den Innenfahnen breiter werden. Die Schirmfedern sind weiß bis hell beige-cremefarben und weisen auf dem äußeren Teil in variablem Umfang kräftige und breite dunkle Binden auf.
Die Brustseiten sind beige weiß, die Kehle, die gesamte übrige Unterseite des Rumpfes sowie die Schwanzunterseite sind schwarz oder braunschwarz. Die Kehle ist auf diesem Grund beige gebändert, gelegentlich zeigen die unteren Flanken und selten auch der Bauch zwei oder drei weißliche Binden. Die Unterseite der Schwingen ist düster grau mit weißlichen Binden und schwarzer Spitze, die Unterflügeldecken sind cremeweiß.
Stirn, vorderer und mittlerer Oberkopf und Ohrdecken sind auf schwarzem Grund schmal hellbeige gebändert, hinterer Oberkopf und Haube sind einfarbig schwarz. Die Wangen sind überwiegend einfarbig beige, gelegentlich leicht schwarz gebändert. Der Bartstreif ist kurz und erscheint durch die schwarzen Federn mit dunkelroter Spitze oft schwarz-rot gebändert. Nacken und Halsseiten sind cremeweiß, diese weiße Färbung geht auf den Brustseiten in beigeweiß über. Der Schnabel ist schwarz, oft sind Basis und Unterschnabel etwas heller. Beine und Zehen sind graugrün oder graublau. Die Iris ist braun.
Beim Weibchen fehlt lediglich der rote Bartstreif, dieser Bereich ist wie der übrige vordere Kopf schwarz und beige gebändert. Die innerartliche Variabilität ist sehr gering und es werden keine Unterarten anerkannt.

## Lautäußerungen
Ebenso wie über die sonstige Lebensweise ist auch über die Lautäußerungen des Dominospechtes nur wenig bekannt. Beschrieben sind nasale Rufe wie „ki-juuw“ und eine Rufreihe wie „...tititit-wiik wiik wiiik“. Ob die Art trommelt ist bisher offenbar nicht geklärt.

## Verbreitung und Lebensraum
Der Dominospecht ist über große Teile des kontinentalen Südostasiens verbreitet. Das Verbreitungsgebiet reicht in West-Ost-Richtung vom Westen Myanmars bis zur Ostküste Indochinas, in Nord-Süd-Richtung von Myanmar bis in das westlichste mittlere Thailand und im Osten bis zur Südspitze Vietnams. Die Größe des Gesamtverbreitungsgebietes ist nicht genau bekannt.
Die Art bewohnt vor allem offenere Bereiche des tropischen Regenwaldes wie Waldkanten und Lichtungen sowie Bambusbestände. Sie ist weitgehend auf die Niederungen beschränkt und kommt bis in 900 m, selten bis in 1000 m Höhe vor.

## Lebensweise
Dominospechte werden einzeln oder in Paaren angetroffen, Vergesellschaftungen mit anderen Vogelarten wurden bisher nicht beobachtet. Die Tiere suchen ihre aus Ameisen und anderen Insekten bestehende Nahrung an Zweigen und den äußeren Enden von Ästen in der unteren und mittleren Baumschicht. Sie hängen dabei oft meisenähnlich in Rückenlage an Zweigen. Die Brutzeit erstreckt sich von März bis Juni, weitere Angaben zur Brutbiologie liegen bisher nicht vor.

## Bestand und Gefährdung
Angaben zur Bestandsgröße gibt es nicht, die Art gilt in ihrem großen Verbreitungsgebiet als wenig häufig bis lokal recht häufig. Der Bestand ist offenbar stabil, der Dominospecht wird von der IUCN daher als ungefährdet („least concern“) eingestuft.